# Lepidagathis pallescens
Lepidagathis pallescens är en akantusväxtart som beskrevs av Spencer Le Marchant Moore. Lepidagathis pallescens ingår i släktet Lepidagathis och familjen akantusväxter. Inga underarter finns listade i Catalogue of Life.